# 松江布
松江布是指松江府（今上海市）及其附近地区出产的棉布。宋朝、元朝之际，棉花自广东、福建向北传播，松江及其邻近地区也開始引入棉花。元朝元贞年间，松江乌泥泾人黄道婆由崖州將纺织工具和技术引入松江。松江布後來行销全国，且远销日本和朝鲜。明朝、清朝时期，松江一带家家户户都纺纱织布。小户人家每天必须织出一匹布拿到市场上换取粮食。大户人家也會带领、指挥女仆进行纺织。